# ジェス・オルテガ
ジェス・オルテガ（Jesse Ortega、本名：Jesus Melendez Ortega、1922年 - 1977年7月28日）は、アメリカ合衆国のプロレスラー。カリフォルニア州出身。出自はメキシコ系移民とされるが、プエルトリコ系という説もある。

## 来歴
1940年に18歳で海軍に入り、ガダルカナル戦線に従軍。除隊後の1945年にプロレス入りし、地元のNWAカリフォルニア地区で活動。
中南米移民の多いカリフォルニア地区ではベビーフェイスとして活躍し、1954年10月6日にエンリケ・トーレスと組んでシャープ兄弟からNWA太平洋岸タッグ王座を奪取。同年11月9日にはサンフランシスコにてルー・テーズのNWA世界ヘビー級王者に挑戦した。
1955年7月、日本プロレスに初来日。バッド・カーティスとの「中南米タッグ王者チーム」として参戦し、力道山&東富士の保持していたハワイ・タッグ王座とのダブルタイトル戦を2度行い、いずれも引き分けている。以降も度々来日し、1959年5月にはワールド大リーグ戦の第1回大会に出場。力道山と決勝を争うも敗退、準優勝となった。1963年の来日時には、2月9日に東京都体育館で力道山のインターナショナル・ヘビー級王座に挑戦している。
1966年10月より、ブル・オルテガ（Bull Ortega）のリングネームでヒールとしてWWWFに進出。11月9日にボルチモア、12月1日にワシントンDC、翌1967年1月30日にはニューヨークのマディソン・スクエア・ガーデンにて、ブルーノ・サンマルチノのWWWF世界ヘビー級王座に挑戦した。WWWFではボボ・ブラジル、エドワード・カーペンティア、スパイロス・アリオンとも対戦し、同じヒール陣営のビル・ミラー、ゴリラ・モンスーン、バロン・シクルナ、ルーク・グラハムらとタッグを組んでいる。
翌1968年4月には日本プロレスへの5回目の来日を果たし、キラー・コワルスキー、フレッド・ブラッシー、ターザン・タイラー、ドミニク・デヌーチらと共に第10回ワールドリーグ戦に出場。外国人陣営ではコワルスキーに次ぐ2位の戦績を残し、当時ジャイアント馬場が保持していたインターナショナル・ヘビー級王座にも挑戦。パット・パターソンをパートナーに吉村道明&大木金太郎のアジアタッグ王座にも挑んだ。これが最後の来日となったが、馬場とは1972年2月19日、アメリカのミシガン州デトロイトで再び対戦している。
1970年代はマイティ・ウルスス（Mighty Ursus）のリングネームでカナダを主戦場に活動。1973年にはトロントにてジョニー・バレンタイン、タイガー・ジェット・シン、ハンス・シュミットらと対戦した。晩年の居住地となったカルガリーのスタンピード・レスリングでは、1975年7月18日にカーティス・イヤウケアの北米ヘビー級王座に挑戦している。なお、マイティ・ウルススの名義ではWWWF入りする前の1966年1月6日、オレゴン州セイラムにてスタン・スタージャックと組み、シャグ・トーマス&ベアキャット・ライトを破ってNWAパシフィック・ノースウエスト・タッグ王座を獲得している。
引退後は、オルテガ・サン（Ortega-San）と名乗り、日本人ギミックの初代グレート・カブキ（レイ・ウルバノ）のマネージャーを担当していたこともあった。
1977年7月28日、カルガリーの自宅にて心臓発作のため死去。55歳没。

## 得意技
- ボディ・プレス[3]
- カナディアン・バックブリーカー[19]
- ベアハッグ[19]

## 獲得タイトル
NWAサンフランシスコ
- NWA太平洋岸タッグ王座（サンフランシスコ版）：1回（w / エンリケ・トーレス）[6]

NWAオールスター・レスリング
- NWAノースウエスト・タッグ王座：1回（w / ボブ・ワグナー）

スタンピード・レスリング
- NWAカナディアン・タッグ王座（カルガリー版）：1回（w / シャグ・トーマス）
- スタンピード・インターナショナル・タッグ王座：2回（w / シャグ・トーマス、ターザン・トゥールヴィル）[20]

ワールドワイド・レスリング・アソシエーツ
- WWAインターナショナルTVタッグ王座：1回（w / ハンス・ヘルマン）

パシフィック・ノースウエスト・レスリング
- NWAパシフィック・ノースウエスト・タッグ王座：1回（w / スタン・スタージャック）[18]